# Böhlen (Sachsen)
Böhlen település Németországban, azon belül Szászország tartományban. Lakosainak száma 6931 fő (2023. december 31.). Böhlen Markkleeberg, Großpösna, Rötha, Neukieritzsch és Zwenkau községekkel határos.

## Népesség
A település népességének változása:
| Lakosok száma | 312  | 422  | 1575 | 4169 | 7543 | 6724 | 6676 | 6701 | 6733 | 6931 |
|               | 1834 | 1890 | 1925 | 1939 | 1950 | 1990 | 2014 | 2017 | 2021 | 2023 |